# Campeonato Paulista do Interior de Futebol de 2017
O Campeonato Paulista do Interior de Futebol de 2017, ou Troféu do Interior, foi a décima edição da competição que apontou o Campeão do Interior no Campeonato Paulista daquele ano. Teve a participação de seis clubes do interior que ficaram entre nono e décimo quarto colocado na primeira fase do Paulistão. O campeão foi o Ituano e ganhou uma vaga na Copa do Brasil de 2018

## Regulamento
O campeonato foi disputado pelos clubes que ficaram entre nono e décimo quarto lugar na primeira fase do Campeonato Paulista. Os seis clubes foram divididos em dois grupos com três clubes cada. As equipes enfrentam apenas os clubes dos outros grupos. Os líderes avançaram para disputar a final, em dois jogos, e decidir quem ficaria com o título e a classificação à Copa do Brasil.

## Equipes participantes
| Equipe                             | Cidade      | Classificação | Estádio                   | Capacidade | Títulos do interior |
| ---------------------------------- | ----------- | ------------- | ------------------------- | ---------- | ------------------- |
| Associação Ferroviária de Esportes | Araraquara  | 14º           | Fonte Luminosa            | 20 000     | 0                   |
| Ituano Futebol Clube               | Itu         | 10º           | Novelli Júnior            | 18 560     | 0                   |
| Mirassol Futebol Clube             | Mirassol    | 9º            | José Maria de Campos Maia | 15 000     | 0                   |
| Red Bull Brasil                    | Campinas    | 13º           | Moisés Lucarelli          | 19 728     | 0                   |
| Esporte Clube São Bento            | Sorocaba    | 12º           | Walter Ribeiro            | 13 772     | 1 (2016)            |
| Esporte Clube Santo André          | Santo André | 11º           | Bruno José Daniel         | 8 000      | 0                   |

## Resumo
Na primeira fase os times enfrentaram os adversários do outro grupo. 
Pela primeira rodada, no dia 1 de abril, na cidade de Mirassol, o Ituano venceu o time do Mirassol com golaço de Morato aos 38 do segundo tempo após um jogo difícil e com muita pressão do mandante. No dia 02 de abril, na cidade de Santo André, o time do Santo André venceu o Red Bull Brasil por 2 x 0 com dois gols de Claudinho. No dia 03 de abril, pelo fechamento da rodada, em Araraquara, Ferroviária e São Bento empataram em 2 x 2, com os gols da Ferroviária marcados por Alan Mineiro e os gols do São Bento marcados por Maicon e Ricardo Bueno.
Pela segunda rodada, no dia 08 de abril, em Sorocaba, São Bento e Mirassol empataram em 1 x 1, com o gol do Mirassol marcado por Zé Roberto, com Ricardo Bueno empatando para o São Bento. No mesmo dia e horário, em Itu, Ituano e Santo André empataram em 1 x 1, com o gol do Santo André marcado pelo Claudinho, com Simão empatando para o Ituano. Também em simultâneo, em Campinas, o Red Bull Brasil goleou a Ferroviária por 4 x 1, com os gols do Red Bull marcados por Willian Rocha, Misael (2) e Bruno Alves, já Fernandinho descontou pra Ferroviária.
Pela terceira rodada, no dia 15 de abril, na cidade de Mirassol, o Mirassol venceu o Red Bull Brasil por 3 x 1, com gols de  Zé Roberto, Carlos e Rodolfo, enquanto o RB marcou com Branquinho; mas a  vitória não foi suficiente para o Mirassol e o clube acabou eliminado junto com o adversário. No mesmo dia e horário,  na cidade de Santo André, o time do Santo André empatou com o São Bento por 1 x 1 e se classificou, enquanto o time de Sorocaba foi eliminado, Jobinho marcou para o São Bento, e Henan empatou fazendo o gol da classificação. Também em jogo simultâneo, em Itu a Ferroviária goleou o Ituano por 3 x 0, com dois gols de Tiago Marques e outro de Raniele, porém não conseguiu se classificar, enquanto o Ituano mesmo perdendo conseguiu, graças a combinação de resultados.
As finais foram disputadas em jogos de ida e volta com Ituano fazendo o primeiro jogo em casa, e o Santo André, por ter a melhor campanha, o segundo em casa.
Pelo jogo de ida da final, no dia 21 de abril, em Itu, o Ituano derrota o Santo André, por 1 x 0, com gol de Ronaldo, no começo do jogo.
Pelo jogo de volta da final, no dia 28 de abril, na cidade de Santo André, o Ituano abriu o placar, no final do primeiro tempo, com Naylhor, o Santo André chegou a empatar no início do segundo tempo com David Ribeiro, mas não foi o suficiente para evitar o título do time de Itu.

## Primeira fase

### Grupo A
|  | v d e |

### Grupo B
|  | v d e |

### Resultados
| 1 de abril | Mirassol | 0 – 1 | Ituano     | Estádio José Maria de Campos Maia, Mirassol |
| 19:00      |          |       | 83' Morato | Árbitro: SP Rodrigo Gomes Paes Domingues    |

| 2 de abril | Santo André        | 2 – 0 | Red Bull Brasil | Estádio Bruno José Daniel, Santo André |
| 15:00      | Claudinho 19', 90' |       |                 | Árbitro: SP Leonardo Ferreira Lima     |

| 3 de abril | Ferroviária                   | 2 – 2 | São Bento                     | Arena da Fonte Luminosa, Araraquara |
| 20:00      | Alan Mineiro 67' (pen), 90+2' |       | 6' Maicon · 84' Ricardo Bueno | Árbitro: SP Alessandro Darcie       |

| 8 de abril | São Bento         | 1 – 1 | Mirassol      | Estádio Walter Ribeiro, Sorocaba |
| 17:00      | Ricardo Bueno 71' |       | 5' Zé Roberto |                                  |

| 8 de abril | Ituano    | 1 – 1 | Santo André   | Estádio Novelli Júnior, Itu |
| 17:00      | Simão 72' |       | 57' Claudinho |                             |

| 8 de abril | Red Bull Brasil                                       | 4 – 1 | Ferroviária     | Estádio Moisés Lucarelli, Campinas |
| 17:00      | Willian Rocha 32' · Misael 49', 75' · Bruno Alves 79' |       | 83' Fernandinho |                                    |

| 15 de abril | Mirassol                                          | 3 – 1 | Red Bull Brasil | Estádio José Maria de Campos Maia, Mirassol |
| 15:00       | Zé Roberto 62' · Carlos Alberto 80' · Rodolfo 85' |       | 67' Branquinho  |                                             |

| 15 de abril | Santo André | 1 – 1 | São Bento   | Estádio Bruno José Daniel, Santo André |
| 15:00       | Henan 75'   |       | 54' Jobinho |                                        |

| 15 de abril | Ituano | 0 – 3 | Ferroviária                            | Estádio Novelli Júnior, Itu |
| 15:00       |        |       | 41', 79' Tiago Marques · 90+2' Raniele |                             |

## Final

### Ida
| 21 de abril | Ituano     | 1 – 0 | Santo André | Estádio Novelli Júnior, Itu |
| 16:00       | Ronaldo 3' |       |             |                             |

### Volta
| 28 de abril | Santo André       | 1 – 1 | Ituano      | Estádio Bruno José Daniel, Santo André |
| 21:00       | David Ribeiro 50' |       | Naylhor 44' |                                        |

## Classificação geral
Os times rebaixados são definidos pela classificação geral e não pela classificação de seus respectivos grupos.

## Premiação
| Campeão do Interior de 2017 |
| Itu                         |
| --------------------------- |
| Ituano (1º título)          |